# Nedal Aluminium
Nedal Aluminium is een Nederlands bedrijf dat tot 2019 onderdeel uitmaakte van Hunter Douglas. Gevestigd aan het Amsterdam-Rijnkanaal in de stad Utrecht vervaardigt het aluminium producten zoals lichtmasten.

## Geschiedenis
Het bedrijf werd in 1938 opgericht. De aluminiumindustrie was in die tijd om strategische redenen gebonden aan regeringstoestemming. Nedal verkreeg als eerste in Nederland van de overheid een vergunning en om de industrie te laten slagen een monopoliepositie. Voor de vestigingsplaats werd het midden van het land gekozen. De fabriek opende in de toenmalige gemeente Oudenrijn, vandaag de dag vallend onder de gemeente Utrecht. Het architectenbureau Brinkman & Van den Broek verzorgde het ontwerp.
De fabriek heeft geopereerd onder de noemer Aluminium wals- en persbedrijven N.V.  en N.V. Nederlandse Aluminium Maatschappij (NAM).
In januari 2019 maakte Hunter Douglas bekend Nedal Aluminium te verkopen. Het maakt onder meer licht- en vlaggenmasten door middel van extrusie. De koper is de Finse branchegenoot Purso. Nedal had in 2018 een omzet van circa €75 miljoen en 200 medewerkers. De activiteiten en het management van de onderneming veranderen niet.